# Polietyzm
Polietyzm – podział pracy wśród członów kolonii owadów społecznych, jak np. pszczoły miodnej.
U owadów najbardziej zaawansowana forma życia społecznego wykształciła się przede wszystkim u tych z rzędu błonkoskrzydłych (Hymenoptera), szczególnie u pszczołowatych (Apoidea) i mrówkowatych (Formicidae). Rozróżnia się dwa rodzaje polietyzmu:
- polietyzm kastowy – wynika on z morfologicznego przystosowania różnych osobników do pełnienia różnorodnych funkcji, np. matki pszczelej do składania jaj, robotnicy do pracy nad utrzymaniem rodziny, trutnia do unasienniania matki
- polietyzm wiekowy (przejściowy) – występujący wtedy, gdy rodzaj pracy wykonywanej przez danego osobnika zależy od jego wieku (np. u robotnicy pszczoły miodnej). Pszczoły robotnice wykonują wszelkie prace niezbędne do utrzymywania przy życiu swojej rodziny pszczelej. Działalność robotnic można podzielić na dwa zasadnicze okresy, prace wykonywane w gnieździe i poza nim. Wraz z wiekiem robotnice przechodzą z wykonywania zadań wewnętrznych (m.in. opieka nad potomstwem, sprzątanie, budowanie), okres ten trwa ok. 3 tygodni, do wykonywania zadań zewnętrznych (takich jak zdobywanie pożywienia). Wykonywanie prac poza ulem jest bardzo obciążające fizycznie, dlatego w okresie letnim dorosła pszczoła przeżywa ok. 5 tygodni (prace wykonywane na zewnątrz ula są ostatnim zadaniem, jakie mogą wykonać dla rodziny, trwa to ok. 14 dni)[2] .